# Kasarek

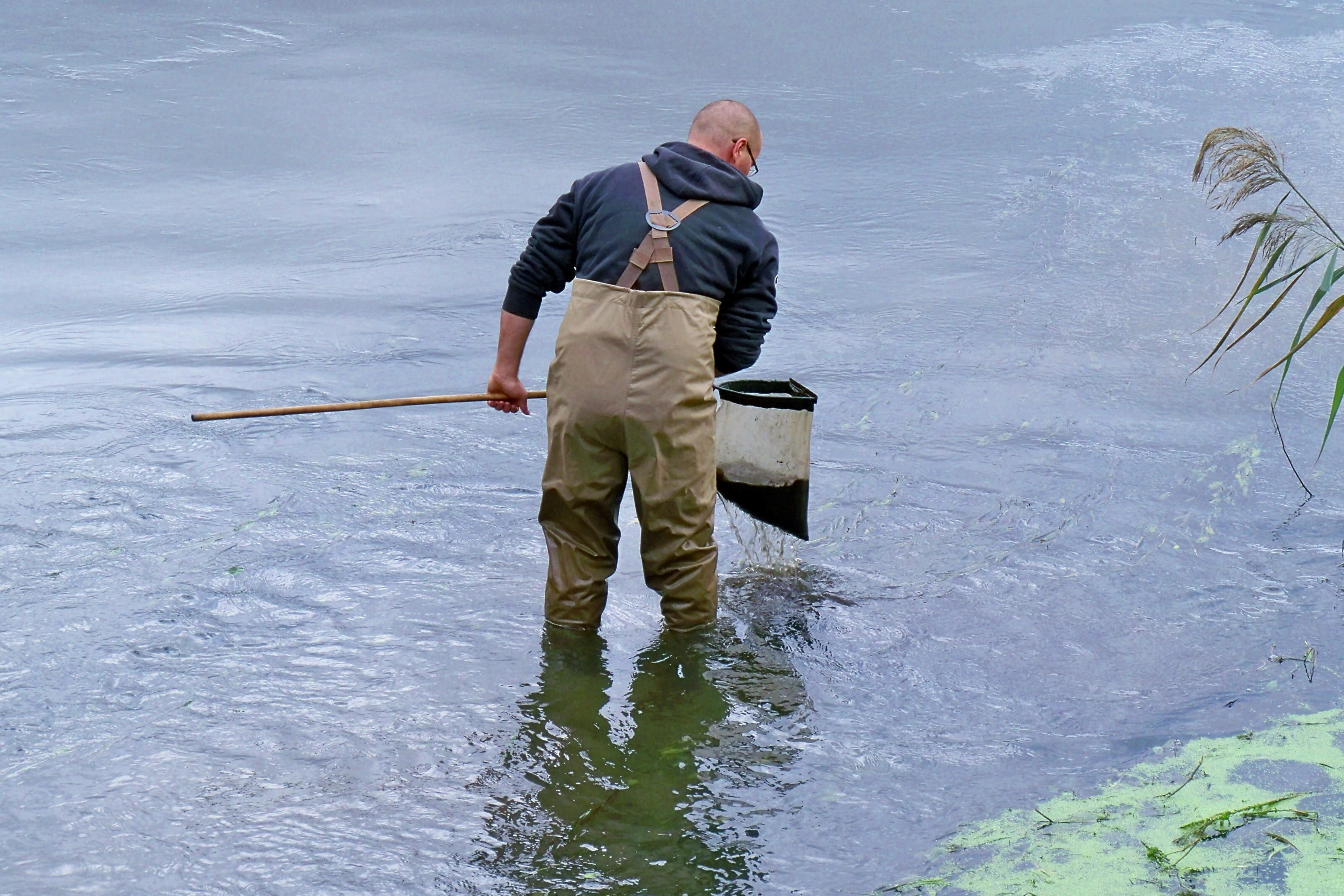
Hydrobiolog pobierający siatką hydrobiologiczną zwierzęta bentosowe

Kasarek, kaszorek, siatka hydrobiologiczna, kasar, podbierak – narzędzie składające się z umieszczonej na trzonku siatki tworzącej worek z otworem rozpiętym na obręczy.
W rybołówstwie stosowany do wyławiania ryb z małych zbiorników (sadzów, basenów, stawów hodowlanych). Może też służyć do wyjmowania ryb z sieci lub innych obiektów z wody (np. bryłek lodu z przerębli).
W hydrobiologii narzędzie to określane jest jako siatka hydrobiologiczna. Siatki hydrobiologiczne przeznaczone do pobierania organizmów makrozoobentosowych na potrzeby monitoringu jakości wód mają ustandaryzowane wymiary, tak aby możliwe było obliczenie ich zagęszczenia.
Podbieraków tego typu, nazywanych kaszorkami, o długości trzonka nawet do 6 metrów, używa się również na południowym wybrzeżu Bałtyku (np. Mierzeja Wiślana) do wyławiania z morza bryłek bursztynu, najczęściej po zimowych sztormach; stosowano je już w średniowieczu, w okresie istnienia państwa zakonu krzyżackiego.